# Spoorlijn Bruges - Lacanau-Océan
De spoorlijn Bruges - Lacanau-Océan was een Franse spoorlijn van Bruges naar Lacanau. De lijn was 56,0 km lang. 

## Geschiedenis
De lijn werd in gedeeltes geopend door de Société générale des chemins de fer économiques, van Bruges naar Lacanau-Ville op 21 december 1885 en van Lacanau-Ville naar Lacanau-Océan op 1 januari 1905. Op 10 september 1962 werd het personenvervoer opgeheven. Kort daarna, op 30 september, werd het gedeelte tussen Lacanau-Ville en Lacanau-Océan gesloten. Tussen Bruges en Lacanau-Ville was de lijn nog in gebruik tot 30 november 1978, voornamelijk voor het vervoer van hout.

## Aansluitingen
In de volgende plaatsen is of was er een aansluiting op de volgende spoorlijnen:
Bruges
RFN 584 000, spoorlijn tussen Ravezies en Pointe-de-Grave
Sainte-Hélène
lijn tussen Margaux en Sainte-Hélène
Lacanau-ville
lijn tussen Lesparre en Saint-Symphorien

## Galerij

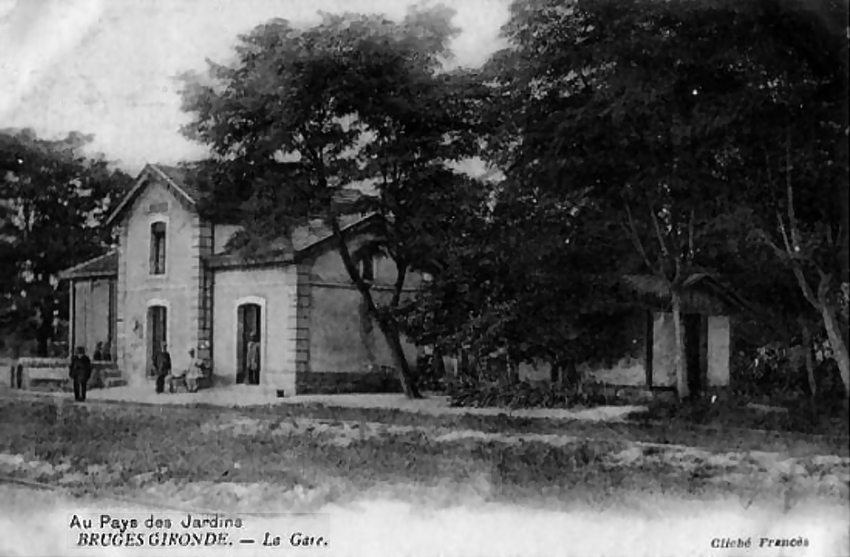
Station Bruges rond 1900.
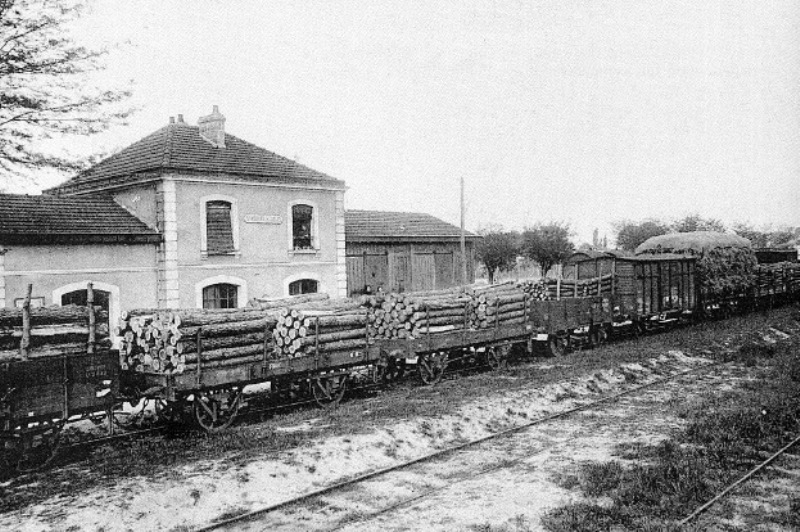
Houttrein bij Saint-Médard-en-Jalles.
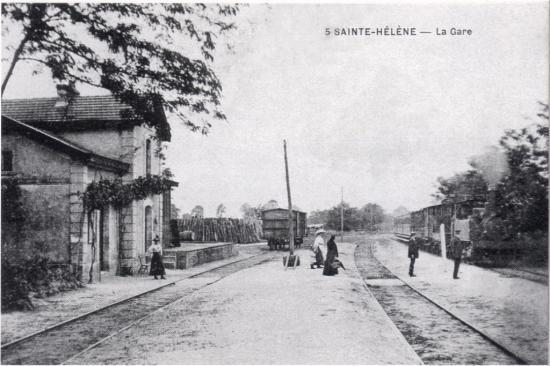
Station Saint-Hélène.
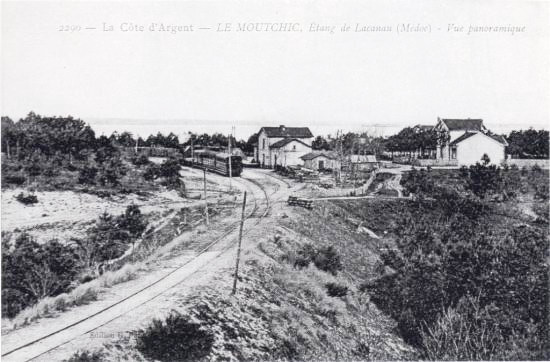
Station Moutchic.
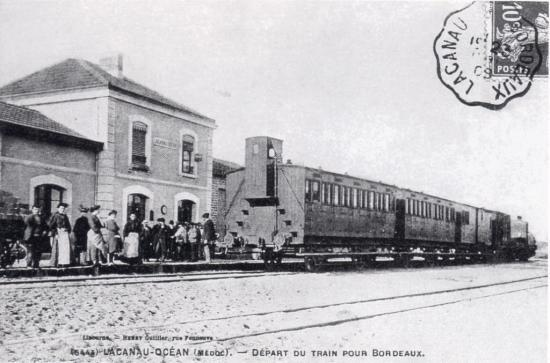
Station Lacanau-Océan.